# Чёрный уж-бегун
Чёрный уж-бегун (лат. Drymobius melanotropis) — вид змей семейства ужеобразных. Эндемик Центральной Америки.
Вид распространён в Коста-Рике, Гондурасе, Никарагуа и Панаме.
Общая длина тела составляет около 1,25 м, из них 37 см приходится на хвост. Окраска верхней части тела зелёного цвета, с чёрным на киле срединных трёх спинных рядов. Зелёный цвет распространяется на внешнюю четверть брюшных щитков, а центр брюха жёлтый.